# Prism (Album)
Prism ist das vierte Studioalbum der US-amerikanischen Sängerin Katy Perry. Es wurde am 18. Oktober 2013 von Capitol Records veröffentlicht.

## Hintergrund
Nach dem Ende ihrer California Dreams Tour 2012 gab Perry bekannt, dass sie beabsichtige, erst ein wenig zu leben, bevor sie sich mit der Aufnahme von neuem und hörenswertem Material beschäftige. Kurz darauf wurde ihre Ehe mit dem Komiker Russell Brand offiziell aufgelöst, wonach sie eigenen Aussagen zufolge an Depressionen litt, die auch zu Selbstmordgedanken führten. All dies sollte Einfluss auf ihr zukünftiges Album haben. In einem Interview mit der Vogue erklärte sie:

It was inevitable, after what I went through. If I had a time machine and could go back in time, I would. But I can't, so, you'll discover another part of me.

## Promotion und Veröffentlichung
Am 29. Juli 2013 wurde ein goldfarbener LKW in Los Angeles enthüllt, der mit dem Titel des Albums Prism und dem Veröffentlichungsdatum beschriftet war. Später ging dieser dann auf Werbetour durch die Vereinigten Staaten. Am 9. August wurde der LKW von einem betrunkenen Fahrer in Pennsylvania gerammt, jedoch wurde keiner der Beteiligten bei dem Unfall verletzt. Eine Partnerschaft mit dem Getränkehersteller Pepsi ermöglichte den Fans, vorab Songtitel, Texte und Auszüge aus Prism zu entsperren. Zusätzlich konnte man wählen, welches Lied als Nächstes veröffentlicht werden soll: Walking on air oder Dark Horse. Die Wahl fiel auf Dark Horse, das am 17. September 2013 auf iTunes erhältlich wurde.
Im September 2013 wurde das Album vorab 100 Branchenkenner und Journalisten in New York City, Atlanta und Los Angeles vorgestellt. Das Albumcover wurde am 6. September 2013 während eines Interviews bei Good Morning America enthüllt. Entworfen wurde es vom US-amerikanischen Fotografen Ryan McGinley.
Das Album konnte ab dem 17. Oktober 2013 online gestreamt werden. In Irland, Italien, der Slowakei und in Slowenien wurde es am nächsten Tag veröffentlicht. Weltweiter Veröffentlichungstermin war der 22. Oktober 2013. Zur weiteren Promotion des Albums begann am 7. Mai 2014 in der Odyssey Arena in Belfast die Prismatic World Tour mit Icona Pop als Vorgruppe.

## Titelliste

### Standard-Edition
| #   | Titel                      | Autoren                                                             | Produzenten              | Länge |
| CD1 | CD1                        | CD1                                                                 | CD1                      | CD1   |
| --- | -------------------------- | ------------------------------------------------------------------- | ------------------------ | ----- |
| 1   | Roar                       | Katy Perry, Lukasz Gottwald, Max Martin, Bonnie McKee, Henry Walter | Dr. Luke, Martin, Cirkut | 3:42  |
| 2   | Legendary Lovers           | Perry, Gottwald, Martin, McKee, Walter                              | Dr. Luke, Martin         | 3:44  |
| 3   | Birthday                   | Perry, Gottwald, Martin, McKee, Walter                              | Dr. Luke, Martin         | 3:35  |
| 4   | Walking on Air             | Perry, Martin, Klas Åhlund, Caméla Leierth, Adam Baptiste           | Åhlund                   | 3:42  |
| 5   | Unconditionally            | Perry, Gottwald, Martin, Walter                                     | Dr. Luke, Cirkut         | 3:49  |
| 6   | Dark Horse (feat. Juicy J) | Perry, Gottwald, Martin, Walter, Sarah Hudson, Jordan Houston       | Dr. Luke, Martin         | 3:35  |
| 7   | This Is How We Do          | Perry, Martin, Åhlund                                               | Åhlund, Martin           | 3:24  |
| 8   | International Smile        | Perry, Gottwald, Martin, Walter                                     | Dr. Luke, Cirkut         | 3:48  |
| 9   | Ghost                      | Perry, Gottwald, Martin, McKee, Walter                              | Dr. Luke, Cirkut         | 3:23  |
| 10  | Love Me                    | Perry, Martin, Christian Karlsson, Vincent Pontare, Magnus Lidehäll | Bloodshy                 | 3:53  |
| 11  | This Moment                | Perry, Mikkel Eriksen, Tor Erik Hermansen, Benjamin Levin           | Stargate, Benny Blanco   | 3:47  |
| 12  | Double Rainbow             | Perry, Sia Furler, Greg Kurstin                                     | Kurstin                  | 3:52  |
| 13  | By the Grace of God        | Perry, Greg Wells                                                   | Wells                    | 4:28  |

### Deluxe-Edition
Parallel zum normalen Album erschien eine Deluxe-Edition mit 16 anstatt 13 Liedern.
| #   | Titel               | Autoren                                      | Produzenten      | Länge |
| CD1 | CD1                 | CD1                                          | CD1              | CD1   |
| --- | ------------------- | -------------------------------------------- | ---------------- | ----- |
| 14  | Spiritual           | Perry, Kurstin, John Mayer                   | Kurstin          | 4:36  |
| 15  | It Takes Two        | Perry, Eriksen Hermansen, Levin, Emeli Sandé | Stargate, Blanco | 3:54  |
| 16  | Choose Your Battles | Perry, Wells, Jonatha Brooke                 | Wells            | 4:27  |

## Kritiken
Die Kritiken waren gemischt bis positiv. Auf der Seite Metacritic.com erhielt das Album 61 von 100 möglichen Punkten („generally favorable“, „im Wesentlichen positiv“), basierend auf 26 englischsprachigen Kritiken.

## Singleauskopplungen
Die erste Single Roar wurde am 10. August 2013 veröffentlicht und zu einem weltweiten Hit. Unconditionally diente als zweite Single und wurde am 16. Oktober 2013 veröffentlicht. Die dritte Single, Dark Horse, wurde am 17. Dezember desselben Jahres veröffentlicht, nachdem sie bereits am 17. September als Promo-Single veröffentlicht worden war, und erreichte ebenfalls Top-Platzierungen in mehreren Ländern. Am 21. April wurde die Single Birthday veröffentlicht. Am 28. Juli folgte die letzte Single This Is How We Do.

## Kommerzieller Erfolg
Chartdebüt feierte Prism in Irland, wo es auf Anhieb die Topposition der Charts erreichte. In den Vereinigten Staaten platzierte es sich ebenfalls an der Spitze der Billboard 200. Es war nach Teenage Dream Perrys zweites Nummer-eins-Album in Folge. Das Album verkaufte 286.000 Exemplare in der ersten Woche, damit übertraf Perry Miley Cyrus’ Bangerz (270.000 Exemplare), das bis dahin die höchsten Verkaufszahlen der ersten Woche innehatte. Prism erzielte ebenfalls den höchsten Umsatz der ersten Woche für eine Popsängerin seit Madonnas zwölftem Studioalbum MDNA. Im Februar 2014 wurde das Album bereits 1,1 Millionen Mal in den USA verkauft. 
In Neuseeland wurde das Album ebenfalls zu Perrys zweitem Nummer-eins-Album in Folge und erhielt nach einer Woche Goldstatus. In Australien wurde Prism bereits nach der zweiten Verkaufswoche mit Platin zertifiziert. In Europa war das Album ein mäßiger Erfolg. In der Schweiz debütierte das Album auf Position zwei und wurde mit Gold ausgezeichnet. In Österreich debütierte das Album auf Platz drei und erhielt Platin. Weltweit wurden bis Ende 2013 2,8 Millionen Exemplare verkauft.

### Chartplatzierungen
| ChartsChartplatzierungen       | Höchstplatzierung | Wochen |
| ------------------------------ | ----------------- | ------ |
| Deutschland (GfK)              | 4 (29 Wo.)        | 29     |
| Österreich (Ö3)                | 3 (38 Wo.)        | 38     |
| Schweiz (IFPI)                 | 2 (47 Wo.)        | 47     |
| Vereinigte Staaten (Billboard) | 1 (102 Wo.)       | 102    |
| Vereinigtes Königreich (OCC)   | 1 (53 Wo.)        | 53     |

| ChartsJahrescharts (2013)      | Platzierung |
| ------------------------------ | ----------- |
| Deutschland (GfK)              | 94          |
| Schweiz (IFPI)                 | 77          |
| Vereinigte Staaten (Billboard) | 49          |
| Vereinigtes Königreich (OCC)   | 28          |

| ChartsJahrescharts (2014)      | Platzierung |
| ------------------------------ | ----------- |
| Österreich (Ö3)                | 73          |
| Schweiz (IFPI)                 | 63          |
| Vereinigte Staaten (Billboard) | 8           |
| Vereinigtes Königreich (OCC)   | 52          |

### Auszeichnungen für Musikverkäufe
| Land/Region                  | Auszeichnungen für Musikverkäufe (Land/Region, Auszeichnung, Verkäufe) | Verkäufe  |
| ---------------------------- | ---------------------------------------------------------------------- | --------- |
| Australien (ARIA)            | 6× Platin                                                              | 420.000   |
| Brasilien (PMB)              | Diamant                                                                | 160.000   |
| Dänemark (IFPI)              | Platin                                                                 | 20.000    |
| Deutschland (BVMI)           | Gold                                                                   | 100.000   |
| Ecuador (SOPROFON)           | Platin                                                                 | 6.000     |
| Frankreich (SNEP)            | —                                                                      | 140.000   |
| Indien (IMI)                 | 3× Platin                                                              | 90.000    |
| Indonesien (ASIRI)           | 2× Platin                                                              | 20.000    |
| Irland (IRMA)                | Gold                                                                   | 7.500     |
| Italien (FIMI)               | Platin                                                                 | 50.000    |
| Kanada (MC)                  | 8× Platin                                                              | 640.000   |
| Kolumbien (ASINCOL)          | 3× Platin                                                              | 30.000    |
| Mexiko (AMPROFON)            | 9× Gold                                                                | 270.000   |
| Neuseeland (RMNZ)            | 5× Platin                                                              | 75.000    |
| Niederlande (NVPI)           | Platin                                                                 | 40.000    |
| Norwegen (IFPI)              | 5× Platin                                                              | 100.000   |
| Österreich (IFPI)            | 3× Platin                                                              | 45.000    |
| Peru (UNIMPRO)               | Platin                                                                 | 6.000     |
| Philippinen (PARI)           | 4× Platin                                                              | 60.000    |
| Polen (ZPAV)                 | 2× Platin                                                              | 40.000    |
| Schweden (IFPI)              | Platin                                                                 | 40.000    |
| Schweiz (IFPI)               | Gold                                                                   | 15.000    |
| Singapur (RIAS)              | Platin                                                                 | 10.000    |
| Thailand (TECA)              | 2× Platin                                                              | 20.000    |
| Vereinigte Staaten (RIAA)    | 5× Platin                                                              | 5.000.000 |
| Vereinigtes Königreich (BPI) | Platin                                                                 | 300.000   |
| Insgesamt                    | 4× Gold · 60× Platin · 1× Diamant ·                                    | 6.974.500 |

Hauptartikel: Katy Perry/Auszeichnungen für Musikverkäufe